# فهرست بانک‌های لسوتو
این فهرستی از بانک‌های تجاری در لسوتو است که در ژوئیهٔ ۲۰۲۴ توسط بانک مرکزی لسوتو به‌روزرسانی شده است.

## فهرست بانک‌های تجاری
بانک استاندارد لسوتو (Standard Lesotho Bank Ltd)، زیرمجموعه‌ای از گروه بانک استاندارد
بانک ندبانک لسوتو (Nedbank Lesotho Ltd)، زیرمجموعه‌ای از گروه ندبانک
بانک ملی اول لسوتو (First National Bank Lesotho Ltd)، زیرمجموعه‌ای از گروه فیرسترند
بانک پست لسوتو (Lesotho Post Bank Ltd)